# Академическая гребля на летних Олимпийских играх 1904 — двойки парные
Соревнования среди парных двоек в академической гребле среди мужчин на летних Олимпийских играх 1904 прошли 30 июля. Приняли участие шесть спортсменов из одной страны.

## Призёры
| Золото                          | Серебро                            | Бронза                          |
| США Уильям Варли · Джон Малкехи | США Джеймс Мак-Лохлин · Джон Хобен | США Джозеф Раванак · Джон Уэллс |

## Соревнование
| Место | Спортсмены                    | Результат  |
| ----- | ----------------------------- | ---------- |
| 1     | Уильям Варли, Джон Малкехи    | 10:03,2    |
| 2     | Джеймс Мак-Лохлин, Джон Хобен | неизвестно |
| 3     | Джозеф Раванак, Джон Уэллс    | неизвестно |